# Isla Harcourt
La isla Harcourt (en inglés: Harcourt Island) es una pequeña isla perteneciente al archipiélago de las islas Georgias del Sur, en el lado norte de la entrada a la bahía Paz de la isla San Pedro, la isla principal del archipiélago. 
El extremo oriental de esta isla es uno de los puntos que determinan las líneas de base de la República Argentina, a partir de las cuales se miden los espacios marítimos que rodean al archipiélago.
Fue nombrada por el Comité de Topónimos Antárticos del Reino Unido en 1971 después del cabo Harcourt, el punto más oriental de la isla.
La isla es administrada por el Reino Unido como parte del territorio de ultramar de las Islas Georgias del Sur y Sandwich del Sur, pero también es reclamada por la República Argentina que la considera parte del departamento Islas del Atlántico Sur dentro de la provincia de Tierra del Fuego, Antártida e Islas del Atlántico Sur.